# Sechele
Sechele, ook gespeld als Setshele of Secheli (ca. 1812 - 1892) was van 1831 tot zijn dood stamhoofd (kgosi) van de Bakoena, een Tswanastam. Hij was de enige Afrikaan die door de beroemde zendeling David Livingstone werd bekeerd tot het christendom, terwijl Sechele zelf verantwoordelijk was voor een zeer grote verspreiding van het christendom door Afrika.

## Levensloop
Toen Sechele 10 jaar oud was werd zijn vader vermoord en werd de stam verdeeld onder zijn twee ooms. Sechele vluchtte met enkele volgelingen naar de woestijn en keerde na negen jaar terug om  een van zijn ooms met succes af te zetten. Als leider van een nog altijd verdeeld volk ontmoette hij David Livingstone, die Sechele adviseerde om vrede te sluiten met zijn andere oom door hem buskruit te schenken. Zijn oom dacht dat het cadeau behekst was en probeerde het met vuur te neutraliseren. Bij de daaropvolgende explosie kwam hij om het leven en kon Sechele de verdeelde stam herenigen.
Livingstone leverde vuurwapens en medicijnen aan Sechele en leerde hem lezen. In 1848 werd Sechele door Livingstone bekeerd tot het christendom op voorwaarde dat hij afstand deed van heidense tradities als polygamie. Hij scheidde met vier van zijn vijf vrouwen, maar toen later bleek dat hij een van zijn ex-vrouwen zwanger had gemaakt vertrok Livingstone. De religie die Sechele uiteindelijk uitoefende was een combinatie van het christendom met traditionele rituelen, inclusief polygamie.
In 1852 kwam Sechele in conflict met de Boeren van de Zuid-Afrikaansche Republiek (Transvaal) nadat hij een moordend stamhoofd genaamd Moselele in bescherming had genomen. Een commando onder leiding van commandant Piet Scholtz en Paul Kruger leidden een strafexpeditie tegen Sechele, waarbij de Boeren het arsenaal van Livingstone plunderden.
Sechele leerde zijn onderdanen de Bijbel lezen en het christendom verspreidde zich al snel door Zuidelijk Afrika. Toen Britse zendelingen in 1859 bij de Noord-Ndebele arriveerden bleken ze al bekeerd te zijn door Sechele.
Sechele overleed in 1892.